# Istanbulski pomorski muzej
Istanbulski pomorski muzej (turško İstanbul Deniz Müzesi) je turški nacionalni pomorski muzej v istanbulski četrti Bešiktaš, Turčija. Muzej je leta 1897 ustanovil osmanski minister za pomorstvo Bozcaadalı Hasan Hüsnü Paša.
Muzej poseduje veliko zbirko vojaških predmetov, ki so pripadali osmanski mornarici. Je največji pomorski in prvi vojaški muzej v Turčiji z zelo različnimi zbirkami. V muzejski zbirki je trenutno okoli 20.000 predmetov. Muzej je povezan s poveljstvom turške mornarice.
Nova muzejska zgradba se je gradila pet let in bila odprta 4. oktobra 2013. Ima dve nadstropji in klet s skupno površino 20.000 m2.
V kleti so različni predmeti, kot so glave z ladijskih premcev, okraski ladij, modeli ladij in deli bizantinske verige, ki je blokirala vhod v zaliv Zlati rog. V prvem in drugem nadstropju je razstavljenih veliko cesarskih in drugih kaik. 
Veliko razstavljenih predmetov je strokovno restavriranih in konzerviranih zaradi poškodb in deformacij, ki so jih povzročili toplota, svetloba, vlaga, vremenski pogoji, vandalizem in drugi vplivi.

## Dostop
Muzej je na Hayrettin İskelesi Sokaku v Bešiktašu, Istanbul, v bližini trajektnega pristanišča  Kadıköy. Odprt je vsak dan od 9:00 do 17:00. Ob ponedeljkih, prvi dan novega leta in prvi dan verskih praznikov je zaprt.   
- Ladijski topovi  preddverju muzeja
- Cesarske kaike
- Okrasje cesarske kaike
- Okrasje s krme cesarske kaike
- Lev s premca osmanske ladje
- Pribočnik velikega admirala
- Eugenio Caxes (1575-1634): Turgut Reis pristaja na Malti
- Doprsni kip kapitana Huseina Raufa Orbaja, osmanskega ministra za pomorstvo in turškega ministrskega predsednika
- Kaika sultana Rešata
- Del grba